# 1929年香港潔淨局選舉
1929年香港潔淨局選舉原定在5月22日舉行，選出潔淨局一名非官守議員。著名華人律師羅文錦在無競爭下當選。